# Ganz (Gemeinde Mürzzuschlag)
Ganz ist eine ehemalige Gemeinde mit 134 Einwohnern (Stand 1. Jänner 2023) in der Steiermark (Gerichtsbezirk Mürzzuschlag und im politischen Bezirk Bruck-Mürzzuschlag).
Im Rahmen der Gemeindestrukturreform in der Steiermark wurde Ganz ab 1. Jänner 2015 mit der Gemeinde Mürzzuschlag zusammengeschlossen. Grundlage dafür war das Steiermärkische Gemeindestrukturreformgesetz – StGsrG. Eine Anfechtung der Zusammenlegung, welche von der Gemeinde Ganz beim Verfassungsgerichtshof eingebracht wurde, war nicht erfolgreich.
Wenige Wochen vor dem erfolglos bekämpften Vollzug der Gemeindezusammenlegung beschloss der Gemeinderat von Ganz die Auflösung finanzieller Rücklagen und zahlte Zuschüsse, die bis zu 2.800 Euro betrugen, an mehr als 140 Gemeindebürger aus. Um die Rechtmäßigkeit der Zuschüsse zu klären, wurde ein aufsichtsbehördliches Verfahren  eingeleitet und weitere Auszahlungen gestoppt. Seit Dezember 2014 ermittelt die Staatsanwaltschaft Leoben. Im Raum stehen der Verdacht der Untreue und Amtsmissbrauch. Die voraussichtliche Schadensumme beträgt rund 300.000 Euro.
Die Zuschüsse wurden von den Bürgern aufgrund des Einschreitens der Gemeindeaufsicht aus Solidarität mit dem Bürgermeister und den Gemeinderäten fast zur Gänze an die Gemeinde zurücküberwiesen.

## Geografie

### Ortsgliederung
Das Ortsgebiet umfasste folgende fünf Ortschaften (in Klammern Einwohnerzahl Stand 31. Oktober 2011):
- Auersbach (98)
- Eichhorntal (29)
- Ganz (135)
- Lambach (32)
- Schöneben (51)

Die Gemeinde Ganz bestand aus folgenden fünf Katastralgemeinden:
- Auersbach (60502),
- Eichhorntal (60503),
- Ganz (60507),
- Lambach (60511) und
- Schöneben-Ganz (60520).

Das Siedlungsgebiet zerfällt in zwei Teile, Ganz–Schöneben–Auersbach und Lambach–Eichhorntal, da am Talgrund die Orte bis Gutenbrunn talauswärts schon im 20. Jahrhundert nach Mürzzuschlag eingemeindet wurden. Das Gemeindeamt von Ganz befand sich ebenfalls in Mürzzuschlag.
Ganz wird von den Nachbargemeinden Mürzzuschlag, Spital am Semmering, Rettenegg, Ratten, Langenwang und Kapellen umgeben.

## Politik
Bürgermeister war bis 31. Dezember 2014 Andreas Rinnhofer (ÖVP).
Der Gemeinderat bestand aus folgenden Parteien: 7 ÖVP, 1 SPÖ und 1 FPÖ.